# تسینگتاو
تسینگتاو (انگلیسی: Tsingtao) شرکت نوشیدنی چینی است، که در سال ۱۹۰۳ تأسیس شد.